# Église La nouvelle Jérusalem
L'église La Nouvelle Jérusalem est une megachurch chrétienne évangélique pentecôtiste située à Bruxelles, en Belgique. Elle est affiliée à l’Église de Dieu. En 2010, elle compterait 3 500 membres.

## Histoire
L’église a son origine dans l’Assemblée africaine de Bruxelles, une église fondée vers la fin des années 70. En 1986, Martin Mutyebele devient le pasteur principal de l'église et la renomme Église La nouvelle Jérusalem.  En 2007, elle comptait 3 000 membres. En 2010, La nouvelle Jérusalem compterait 3 500 membres. En 2011, La Nouvelle Jérusalem comptait 33 églises annexes dans différentes villes de Belgique et ainsi que dans d'autres pays (États-Unis, Russie, Suisse, Allemagne, France). En 2019, Didier Mutyebele, fils aîné du pasteur précédent, a été nommé pasteur principal de l'église par les autorités de l'Église de Dieu de Cleveland ,.